# China Railways QJ
Le QJ (前进=Qian Jin, signifie "avance") est un type de locomotive à vapeur lourde de type Santa Fé, utilisée sur les  China Railways.

## Histoire
Ces machines dérivent des locomotives soviétiques de la class LV (en) construites de 1952 à 1956, elles-mêmes influencées par la technologie américaine de l'époque.
Le prototype a été construit par Dalian (en) en 1956, mais la majeure partie fut réalisée par les ateliers de Datong (en) de 1964 à 1988.
Elles ont été retirées du service des chemins de fer chinois en 2003, et de la ligne de Jitong (en) en 2005.

## Préservation
17 seraient conservés.
En 2006, deux locomotives QJ, les No. 6988 et No. 7081 ont été importées aux États-Unis pour être exploitées sur des trains d'excursion par la compagnie ferroviaire Iowa Interstate Railroad. Une troisième locomotive QJ, la No. 7040 fut également importée aux États-Unis en 2007.
La locomotive QJ No. 2655 est préservée en Allemagne au musée des techniques de Spire.

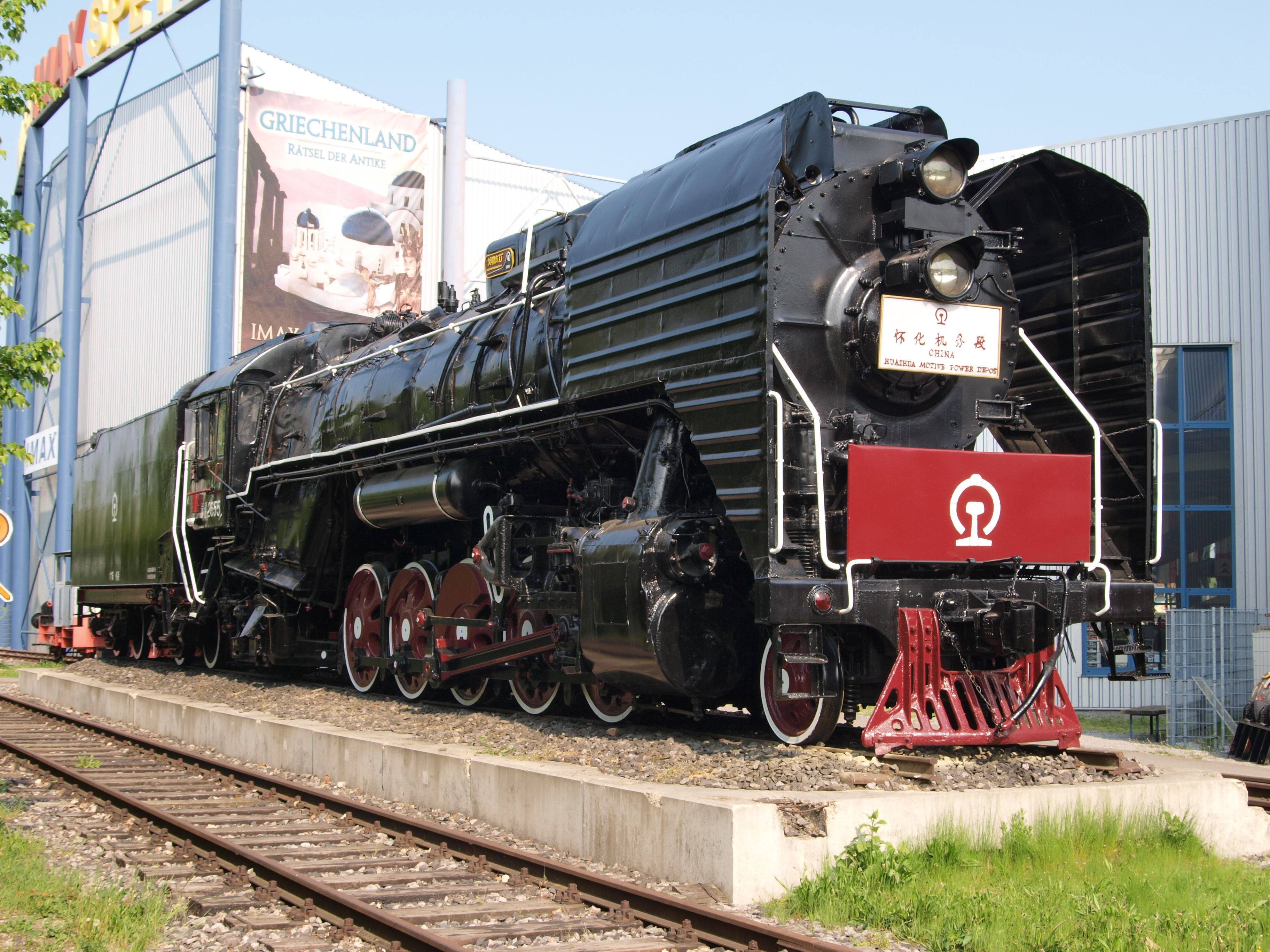
La QJ No. 2655 préservée en Allemagne.